# بشهوفن
بشهوفن (به آلمانی: Bechhofen) یک منطقهٔ مسکونی در آلمان است که در آنسباخ واقع شده‌است.

## خواهرخوانده
شهر ل بلان خواهرخواندهٔ بشهوفن هست.